# Lista över kyrkliga kulturminnen i Norrbottens län
Förteckning över kyrkliga kulturminnen i Norrbottens län.

## Arjeplogs kommun
| Namn                                                              | Ursprunglig funktion                    | Byggår | Arkitekt | Plats | Läge               | Anläggnings-ID | Bild                                    |
| ----------------------------------------------------------------- | --------------------------------------- | ------ | -------- | ----- | ------------------ | -------------- | --------------------------------------- |
| Arjeplogs kyrka (Sofia Magdalena kyrka) (Arjeplogs prästbord 2:1) | Kyrka med begravningsplats (1 byggnad)  | 1760   |          |       | 66.05191, 17.88457 |                | Ladda upp en till bild av denna byggnad |
| Jäkkviks kapell (Jäckvik 2:1)                                     | Kapell med begravningsplats (1 byggnad) | 1770   |          |       | 66.38754, 16.97344 |                | Ladda upp en till bild av denna byggnad |
| Norra Bergnäs kapell (Norra Bergnäs 4:1)                          | Kapell (1 byggnad)                      | 1897   |          |       | 66.38893, 18.26212 |                | Ladda upp en till bild av denna byggnad |
| Slagnäs kyrka (Slagnäs 3:40)                                      | Kyrka med begravningsplats (1 byggnad)  | 1958   |          |       | 65.59011, 18.16557 |                | Ladda upp en till bild av denna byggnad |
| Södra Bergnäs kyrka (Bergnäs S:1)                                 | Kyrka (1 byggnad)                       | 1904   |          |       | 65.68588, 18.17893 |                | Ladda upp en till bild av denna byggnad |
| Västerfjälls kapell (Arjeplogs kronoöverloppsmark 27:1)           | Kapell (1 byggnad)                      | 1957   |          |       | 66.16778, 16.99080 |                | Ladda upp en bild av denna byggnad      |

## Arvidsjaurs kommun
| Namn                                     | Ursprunglig funktion                   | Byggår | Arkitekt | Plats | Läge               | Anläggnings-ID | Bild                                    |
| ---------------------------------------- | -------------------------------------- | ------ | -------- | ----- | ------------------ | -------------- | --------------------------------------- |
| Arvidsjaurs kyrka (Arvidsjaur 6:8)       | Kyrka med begravningsplats (1 byggnad) | 1903   |          |       | 65.59551, 19.16727 |                | Ladda upp en till bild av denna byggnad |
| Glommersträsks kyrka (Glommesträsk 6:57) | Kapell (1 byggnad)                     | 1936   |          |       | 65.26082, 19.63645 |                | Ladda upp en till bild av denna byggnad |
| Moskosels kyrka (Moskosel 2:24)          | Kyrka med begravningsplats (1 byggnad) | 1965   |          |       | 65.87067, 19.45147 |                | Ladda upp en bild av denna byggnad      |

## Bodens kommun
| Namn                                  | Ursprunglig funktion                   | Byggår | Arkitekt | Plats | Läge               | Anläggnings-ID | Bild                                    |
| ------------------------------------- | -------------------------------------- | ------ | -------- | ----- | ------------------ | -------------- | --------------------------------------- |
| Bredåkers kyrka (Bredåker 6:14)       | Kyrka                                  | 1968   |          |       | koordinater saknas |                | Ladda upp en bild av denna byggnad      |
| Edefors kyrka (Harads 1:7)            | Kyrka med begravningsplats (1 byggnad) | 1928   |          |       | 66.08931, 20.95061 |                | Ladda upp en till bild av denna byggnad |
| Gunnarsbyns kyrka (Gunnarsbyn 8:95)   | Kyrka med begravningsplats (1 byggnad) | 1928   |          |       | 66.08917, 21.80619 |                | Ladda upp en till bild av denna byggnad |
| Mariakyrkan (Sävast 23:235)           | Kyrka med kyrkotomt (1 byggnad)        | 1994   |          |       | 65.76056, 21.74687 |                | Ladda upp en till bild av denna byggnad |
| Matteuskyrkan, Boden (Svartbyn 1:125) | Kyrka                                  | 1977   |          |       | koordinater saknas |                | Ladda upp en till bild av denna byggnad |
| Mikaelskyrkan, Boden (Heden 7:170)    | Kyrka                                  | 1987   |          |       | koordinater saknas |                | Ladda upp en till bild av denna byggnad |
| Tallbergs kapell (Tallberg 1:3)       | Kyrka (1 byggnad)                      | 1956   |          |       | 66.28393, 22.05387 |                | Ladda upp en bild av denna byggnad      |
| Överluleå kyrka (Boden 56:27)         | Kyrka med begravningsplats (1 byggnad) | 1831   |          |       | 65.82974, 21.68694 |                | Ladda upp en till bild av denna byggnad |

## Gällivare kommun
| Namn                                                  | Ursprunglig funktion                             | Byggår | Arkitekt | Plats | Läge               | Anläggnings-ID | Bild                                    |
| ----------------------------------------------------- | ------------------------------------------------ | ------ | -------- | ----- | ------------------ | -------------- | --------------------------------------- |
| Allhelgonakyrkan (Alprosen *11)                       | Kyrka (1 byggnad)                                | 1944   |          |       | 67.17278, 20.64921 |                | Ladda upp en till bild av denna byggnad |
| Gällivare gamla kyrka (Lappkyrkan) (Vahtjer 1)        | Kyrka med begravningsplats (1 byggnad)           | 1747   |          |       | 67.13121, 20.65210 |                | Ladda upp en till bild av denna byggnad |
| Gällivare kyrka (Gellivare kyrka) (Gällivare 81:24)   | Kyrka (1 byggnad)                                | 1882   |          |       | 67.13232, 20.65943 |                | Ladda upp en till bild av denna byggnad |
| Hakkas kyrka (Hakkas 28:1)                            | Kyrka sammanbyggd med församlingshem (1 byggnad) | 1956   |          |       | 66.91467, 21.56802 |                | Ladda upp en bild av denna byggnad      |
| Kaitumkapellet (Gällivare kronoöverloppsmark 1:2)     | Kapell (inga registrerade byggnader)             | 1964   |          |       | koordinater saknas |                | Ladda upp en till bild av denna byggnad |
| Nikkaluokta kapell (Gällivare kronoöverloppsmark 1:2) | Kapell (inga registrerade byggnader)             | 1942   |          |       | koordinater saknas |                | Ladda upp en till bild av denna byggnad |
| Nilivaara kyrka (Nilivaara 3:11)                      | Kyrka med kyrkotomt (1 byggnad)                  | 1945   |          |       | 67.22412, 21.60201 |                | Ladda upp en till bild av denna byggnad |
| Pålkems kyrka (Vitträsks kapell) (Pålkem 12:1)        | Kyrka (1 byggnad)                                | 1908   |          |       | 66.38586, 21.61180 |                | Ladda upp en till bild av denna byggnad |
| Soutujärvi kyrka (Soutujärvi 10:6)                    | Kyrka med kyrkotomt (1 byggnad)                  | 1963   |          |       | 67.41638, 21.11417 |                | Ladda upp en till bild av denna byggnad |
| S:t Josefs Kapell (Koskullkulle 1:266)                | Kapell                                           | 1995   |          |       | koordinater saknas |                | Ladda upp en bild av denna byggnad      |
| Ullatti kyrka (Ullatti 1:13)                          | Kyrka med kyrkotomt (1 byggnad)                  | 1957   |          |       | 67.01524, 21.81233 |                | Ladda upp en till bild av denna byggnad |

## Haparanda kommun
| Namn                                              | Ursprunglig funktion                   | Byggår | Arkitekt | Plats | Läge               | Anläggnings-ID | Bild                                    |
| ------------------------------------------------- | -------------------------------------- | ------ | -------- | ----- | ------------------ | -------------- | --------------------------------------- |
| Haparanda kyrka (Haparanda kyrka 1:1)             | Kyrka med begravningsplats (1 byggnad) | 1967   |          |       | 65.83298, 24.12208 |                | Ladda upp en till bild av denna byggnad |
| Karl-Gustavs kyrka (Karungi kyrka) (Karungi 20:1) | Kyrka med begravningsplats (1 byggnad) | 1797   |          |       | 66.04799, 23.96339 |                | Ladda upp en till bild av denna byggnad |
| Lappträsks kyrka (Lappträsk 43:1)                 | Kyrka med begravningsplats (1 byggnad) | 1952   |          |       | 66.00781, 23.48319 |                | Ladda upp en bild av denna byggnad      |
| Seskarö kyrka (Seskarö 2:21)                      | Kyrka med begravningsplats (1 byggnad) | 1929   |          |       | 65.73212, 23.74239 |                | Ladda upp en till bild av denna byggnad |

## Jokkmokks kommun
| Namn                                                      | Ursprunglig funktion                   | Byggår                                 | Arkitekt | Plats | Läge               | Anläggnings-ID | Bild                                    |
| --------------------------------------------------------- | -------------------------------------- | -------------------------------------- | -------- | ----- | ------------------ | -------------- | --------------------------------------- |
| Alkavare kapell (Arjeplogs kronoöverloppsmark 27:1)       | Kapell (inga registrerade byggnader)   | 1788                                   |          |       | koordinater saknas |                | Ladda upp en till bild av denna byggnad |
| Jokkmokks gamla kyrka (Jokkmokks prästbord 1:1)           | Kyrka (1 byggnad)                      | 1753, nedbrunnen 1972, återinvigd 1976 |          |       | 66.60340, 19.83804 |                | Ladda upp en till bild av denna byggnad |
| Jokkmokks kyrka (Kyrkostaden 1:491)                       | Kyrka (1 byggnad)                      | 1889                                   |          |       | 66.60505, 19.84178 |                | Ladda upp en till bild av denna byggnad |
| Kvikkjokks kyrka (Kvikkjokk 2:4)                          | Kyrka (1 byggnad)                      | 1907                                   |          |       | 66.95100, 17.72140 |                | Ladda upp en till bild av denna byggnad |
| Murjeks kyrka (Murjek 6:31)                               | Kyrka med kyrkotomt (1 byggnad)        | 1946                                   |          |       | 66.47929, 20.87421 |                | Ladda upp en bild av denna byggnad      |
| Porjus kyrka (Porjus 1:4)                                 | Bostadshus (1 byggnad)                 | 1928                                   |          |       | 66.96161, 19.82473 |                | Ladda upp en till bild av denna byggnad |
| Puottaure kyrka (Puottaure kyrka 1:1)                     | Kyrka med begravningsplats (1 byggnad) | 1907                                   |          |       | 66.18638, 20.24265 |                | Ladda upp en till bild av denna byggnad |
| Saltoluokta kåtakyrka (Jokkmokks kronoöverloppsmark 17:1) | Kyrka (1 byggnad)                      | 1959                                   |          |       | 67.31936, 16.70014 |                | Ladda upp en till bild av denna byggnad |
| Vuollerims kyrka (Vuollerim 3:85)                         | Kyrka (1 byggnad)                      | 1958                                   |          |       | 66.43141, 20.61253 |                | Ladda upp en till bild av denna byggnad |

## Kalix kommun
| Namn                                   | Ursprunglig funktion                             | Byggår | Arkitekt | Plats | Läge               | Anläggnings-ID | Bild                                    |
| -------------------------------------- | ------------------------------------------------ | ------ | -------- | ----- | ------------------ | -------------- | --------------------------------------- |
| Kalix kyrka (Prästen 3)                | Kyrka med begravningsplats (1 byggnad)           | 1472   |          |       | 65.85412, 23.13241 |                | Ladda upp en till bild av denna byggnad |
| Malörens kapell (Malören 1:1)          | Kapell (1 byggnad)                               | 1770   |          |       | 65.52687, 23.55726 |                | Ladda upp en till bild av denna byggnad |
| Morjärvs kyrka (Morjärv 3:115)         | Kyrka med begravningsplats (1 byggnad)           | 1929   |          |       | 66.06624, 22.70179 |                | Ladda upp en till bild av denna byggnad |
| Näsby kyrka (Kalix 8:20)               | Kyrka sammanbyggd med församlingshem (1 byggnad) | 1973   |          |       | 65.84648, 23.17794 |                | Ladda upp en till bild av denna byggnad |
| Sangis kyrka (Sangis 39:1)             | Kyrka (1 byggnad)                                | 1915   |          |       | 65.85643, 23.49197 |                | Ladda upp en bild av denna byggnad      |
| Töre kyrka (Töre 32:1)                 | Kyrka med kyrkotomt (1 byggnad)                  | 1936   |          |       | 65.91513, 22.65466 |                | Ladda upp en till bild av denna byggnad |
| Övermorjärvs kapell (Övermorjärv 27:1) | Kapell (1 byggnad)                               | 1958   |          |       | 66.10885, 22.78456 |                | Ladda upp en bild av denna byggnad      |

## Kiruna kommun
| Namn                                      | Ursprunglig funktion                                                 | Byggår | Arkitekt | Plats | Läge               | Anläggnings-ID | Bild                                    |
| ----------------------------------------- | -------------------------------------------------------------------- | ------ | -------- | ----- | ------------------ | -------------- | --------------------------------------- |
| Jukkasjärvi kyrka (Jukkasjärvi kyrka 1:1) | Kyrka med begravningsplats (1 byggnad)                               | 1608   |          |       | 67.84660, 20.62129 |                | Ladda upp en till bild av denna byggnad |
| Karesuando kyrka (Karesuando kyrka 1:1)   | Kyrka (1 byggnad)                                                    | 1905   |          |       | 68.44171, 22.48125 |                | Ladda upp en till bild av denna byggnad |
| Kiruna gravkapell (Jägarskolan 8:4)       | Gravkapell med begravningsplats (1 byggnad)                          | 1908   |          |       | 67.84909, 20.28011 |                | Ladda upp en till bild av denna byggnad |
| Kiruna kyrka (Kyrkan 11)                  | Kyrka (1 byggnad)                                                    | 1912   |          |       | 67.85204, 20.23286 |                | Ladda upp en till bild av denna byggnad |
| Lannavaara kyrka (Lannavaara 28:2)        | Kyrka (1 byggnad)                                                    | 1934   |          |       | koordinater saknas |                | Ladda upp en till bild av denna byggnad |
| Masugnsby kyrka (Masungsbyn 6:20)         | Kyrka med kyrkotomt,Kyrka sammanbyggd med församlingshem (1 byggnad) | 1970   |          |       | 67.45791, 22.03790 |                | Ladda upp en bild av denna byggnad      |
| Svappavaara kyrka (Svappavaara 38:1)      | Kyrka med kyrkotomt,Kyrka sammanbyggd med församlingshem (1 byggnad) | 1958   |          |       | 67.64789, 21.05194 |                | Ladda upp en bild av denna byggnad      |
| Tornehamns kyrka (Björkliden 1:24)        | Kyrka                                                                | 1987   |          |       | koordinater saknas |                | Ladda upp en till bild av denna byggnad |
| Tuolluvaara kyrka (Tuolavaara 1:1)        | Kyrka                                                                | 1957   |          |       | koordinater saknas |                | Ladda upp en bild av denna byggnad      |
| Vittangi kyrka (Vittangi 66:14)           | Kyrka med begravningsplats (1 byggnad)                               | 1854   |          |       | 67.67621, 21.64873 |                | Ladda upp en till bild av denna byggnad |

## Luleå kommun
| Namn                                                            | Ursprunglig funktion                                                 | Byggår | Arkitekt | Plats | Läge               | Anläggnings-ID | Bild                                    |
| --------------------------------------------------------------- | -------------------------------------------------------------------- | ------ | -------- | ----- | ------------------ | -------------- | --------------------------------------- |
| Bergnäskyrkan (Bergnäset 2:606)                                 | Kyrka sammanbyggd med församlingshem (1 byggnad)                     | 1976   |          |       | 65.57085, 22.10514 |                | Ladda upp en till bild av denna byggnad |
| Björkskata kyrka (Björkskatan 1:503)                            | Kyrka sammanbyggd med församlingshem (1 byggnad)                     | 1978   |          |       | 65.61564, 22.17631 |                | Ladda upp en till bild av denna byggnad |
| Hertsöns kyrka (Hertsön 11:751)                                 | Kyrka med kyrkotomt,Kyrka sammanbyggd med församlingshem (1 byggnad) | 1975   |          |       | 65.58874, 22.24202 |                | Ladda upp en till bild av denna byggnad |
| Luleå domkyrka (Oscar Fredriks kyrka) (Kyrkplanen 1)            | Kyrka med kyrkotomt (1 byggnad)                                      | 1893   |          |       | 65.58277, 22.14894 |                | Ladda upp en till bild av denna byggnad |
| Mjölkuddskyrkan (Mjölkudden 3:49)                               | Kyrka med kyrkotomt (1 byggnad)                                      | 1969   |          |       | 65.60389, 22.11860 |                | Ladda upp en till bild av denna byggnad |
| Nederluleå kyrka (Gammelstads kyrka) (Nederluleå kyrkovall 4:1) | Kyrka med begravningsplats (1 byggnad)                               | 1492   |          |       | 65.64570, 22.02815 |                | Ladda upp en till bild av denna byggnad |
| Porsö kyrka (Porsön 1:5)                                        | Kyrka sammanbyggd med församlingshem (1 byggnad)                     | 1976   |          |       | 65.61919, 22.14917 |                | Ladda upp en till bild av denna byggnad |
| Råneå kyrka (Råneå kyrkovall 1:1)                               | Kyrka (1 byggnad)                                                    | 1857   |          |       | 65.85670, 22.28604 |                | Ladda upp en till bild av denna byggnad |
| Stadsökyrkan (Stadsön 2:102)                                    | Kyrka sammanbyggd med församlingshem (1 byggnad)                     | 1975   |          |       | 65.64750, 21.99779 |                | Ladda upp en till bild av denna byggnad |
| Sörbyakyrkan (Antnäs 4:102)                                     | Kyrka                                                                | 1995   |          |       | koordinater saknas |                | Ladda upp en bild av denna byggnad      |
| Örnäsets kyrka (Kapellet 1)                                     | Kyrka med kyrkotomt (1 byggnad)                                      | 1963   |          |       | 65.58047, 22.20212 |                | Ladda upp en till bild av denna byggnad |

## Pajala kommun
| Namn                                    | Ursprunglig funktion                   | Byggår | Arkitekt | Plats | Läge               | Anläggnings-ID | Bild                                    |
| --------------------------------------- | -------------------------------------- | ------ | -------- | ----- | ------------------ | -------------- | --------------------------------------- |
| Jarhois kapell (Jarhois 2:25)           | Kapell (1 byggnad)                     | 1961   |          |       | 66.95040, 23.84884 |                | Ladda upp en bild av denna byggnad      |
| Junosuando kyrka (Junosuando 16:1)      | Kyrka med kyrkotomt (1 byggnad)        | 1904   |          |       | 67.42724, 22.50528 |                | Ladda upp en till bild av denna byggnad |
| Kaunisvaara kyrka (Kaunisvaara 4:17)    | Kyrka med kyrkotomt (1 byggnad)        | 1963   |          |       | 67.36674, 23.32095 |                | Ladda upp en till bild av denna byggnad |
| Korpilombolo kyrka (Korpilombolo 6:9)   | Kyrka med begravningsplats (1 byggnad) | 1859   |          |       | 66.85214, 23.05068 |                | Ladda upp en till bild av denna byggnad |
| Muodoslompolo kyrka (Muodoslompolo 1:8) | Kyrka med begravningsplats (1 byggnad) | 1865   |          |       | 67.94543, 23.43398 |                | Ladda upp en till bild av denna byggnad |
| Narkens kapell (Narken 11:1)            | Kapell (1 byggnad)                     | 1961   |          |       | 66.94205, 22.71936 |                | Ladda upp en bild av denna byggnad      |
| Pajala kyrka (Pajala 51:1)              | Kyrka med kyrkotomt (1 byggnad)        | 1797   |          |       | 67.20926, 23.38549 |                | Ladda upp en till bild av denna byggnad |
| Tärendö kyrka (Tärendö 92:1)            | Kyrka med kyrkotomt (1 byggnad)        | 1880   |          |       | 67.15657, 22.63609 |                | Ladda upp en till bild av denna byggnad |

## Piteå kommun
| Namn                                                               | Ursprunglig funktion                             | Byggår | Arkitekt | Plats | Läge               | Anläggnings-ID | Bild                                    |
| ------------------------------------------------------------------ | ------------------------------------------------ | ------ | -------- | ----- | ------------------ | -------------- | --------------------------------------- |
| Furubergskyrkan (Munksund 29:132)                                  | Kyrka sammanbyggd med församlingshem (1 byggnad) | 1976   |          |       | 65.29569, 21.50040 |                | Ladda upp en till bild av denna byggnad |
| Gråträsks kapell (Gråträsk 5:1)                                    | Kyrka med begravningsplats (1 byggnad)           | 1934   |          |       | 65.48708, 19.79727 |                | Ladda upp en till bild av denna byggnad |
| Hortlax kyrka (Hortlax 49:1)                                       | Kyrka (1 byggnad)                                | 1917   |          |       | 65.28403, 21.40249 |                | Ladda upp en till bild av denna byggnad |
| Infjärdenkyrkan (Sjulnäs 7:45)                                     | Kyrka sammanbyggd med församlingshem (1 byggnad) | 1973   |          |       | 65.34853, 21.23992 |                | Ladda upp en bild av denna byggnad      |
| Jävre småkyrka (Jävre 3:18)                                        | Kyrka                                            | 1922   |          |       | koordinater saknas |                | Ladda upp en bild av denna byggnad      |
| Långträsks kyrka (Piteå-Långträsk 3:1)                             | Kyrka med begravningsplats (1 byggnad)           | 1901   |          |       | 65.38682, 20.32363 |                | Ladda upp en till bild av denna byggnad |
| Norrfjärdens kyrka (Helgenäs 2:1)                                  | Kyrka sammanbyggd med församlingshem (1 byggnad) | 1967   |          |       | 65.42228, 21.49170 |                | Ladda upp en bild av denna byggnad      |
| Öjeby kyrka (Piteå landsförsamlings kyrka) (Öjebyns kyrkovall 1:1) | Kyrka med begravningsplats (1 byggnad)           | 1500   |          |       | 65.34603, 21.39641 |                | Ladda upp en till bild av denna byggnad |
| Piteå stads kyrka (Stadsön 5:37)                                   | Kyrka med begravningsplats (1 byggnad)           | 1686   |          |       | 65.31833, 21.48367 |                | Ladda upp en till bild av denna byggnad |
| Rosviks kyrka (Rosvik 13:395)                                      | Kyrka sammanbyggd med församlingshem (1 byggnad) | 1984   |          |       | 65.43062, 21.69221 |                | Ladda upp en bild av denna byggnad      |
| Strömnäskyrkan (Fasanen 14)                                        | Kyrka sammanbyggd med församlingshem (1 byggnad) | 1963   |          |       | 65.30943, 21.51163 |                | Ladda upp en bild av denna byggnad      |

## Älvsbyns kommun
| Namn                            | Ursprunglig funktion                             | Byggår | Arkitekt | Plats | Läge               | Anläggnings-ID | Bild                                    |
| ------------------------------- | ------------------------------------------------ | ------ | -------- | ----- | ------------------ | -------------- | --------------------------------------- |
| Vidsels kyrka (Brännmark 1:179) | Kyrka sammanbyggd med församlingshem (1 byggnad) | 1968   |          |       | 65.83379, 20.52053 |                | Ladda upp en till bild av denna byggnad |
| Älvsby kyrka (Älvsbyn 25:41)    | Kyrka med begravningsplats (1 byggnad)           | 1813   |          |       | 65.67119, 21.01790 |                | Ladda upp en till bild av denna byggnad |

## Överkalix kommun
| Namn                                  | Ursprunglig funktion                           | Byggår | Arkitekt | Plats | Läge               | Anläggnings-ID | Bild                                    |
| ------------------------------------- | ---------------------------------------------- | ------ | -------- | ----- | ------------------ | -------------- | --------------------------------------- |
| Jocks kapell (Jock 18:1)              | Kapell (1 byggnad)                             | 1946   |          |       | 66.66050, 22.71183 |                | Ladda upp en bild av denna byggnad      |
| Kypasjärvi bönhus (Kypasjärv 5:3)     | Bönhus                                         | 1945   |          |       | koordinater saknas |                | Ladda upp en bild av denna byggnad      |
| Lansjärvs kapell (Lansjärv 2:22)      | Kapell,Kapell med begravningsplats (1 byggnad) | 1942   |          |       | 66.64952, 22.20385 |                | Ladda upp en till bild av denna byggnad |
| Ängeså bönhus (Ängeså 2:19)           | Bönhus                                         | 1945   |          |       | koordinater saknas |                | Ladda upp en bild av denna byggnad      |
| Överkalix kyrka (Överkalix kyrka 1:1) | Kyrka med begravningsplats (1 byggnad)         | 1943   |          |       | 66.32698, 22.84274 |                | Ladda upp en till bild av denna byggnad |

## Övertorneå kommun
| Namn                               | Ursprunglig funktion                   | Byggår | Arkitekt | Plats | Läge               | Anläggnings-ID | Bild                                    |
| ---------------------------------- | -------------------------------------- | ------ | -------- | ----- | ------------------ | -------------- | --------------------------------------- |
| Hietaniemi kyrka (Koivukylä 39:1)  | Kyrka med begravningsplats (1 byggnad) | 1747   |          |       | 66.21490, 23.70951 |                | Ladda upp en till bild av denna byggnad |
| Svansteins kyrka (Turtola 1:154)   | Kyrka med begravningsplats (1 byggnad) | 1865   |          |       | 66.65411, 23.85571 |                | Ladda upp en till bild av denna byggnad |
| Övertorneå kyrka (Matarengi 13:35) | Kyrka med begravningsplats (1 byggnad) | 1737   |          |       | 66.39025, 23.65709 |                | Ladda upp en till bild av denna byggnad |